# Lifante (motocicleta)
Lifante fou una marca catalana de motocicletes, tricicles i motocarros fabricats per l'empresa Triciclos Lifante a Barcelona i a L'Hospitalet de Llobregat entre 1953 i 1966.
Les motocicletes Lifante duien motor Hispano Villiers de 200 cc. Més endavant, l'empresa mirà de produir velomotors conjuntament amb la firma Cremsa i projectà comercialitzar, sense arribar-ho a fer, un prototipus de motocicleta dissenyat per Dunjó, amb suspensió Earles anterior i posterior amb basculants de secció rectangular. Les xifres de matriculacions que se'n coneixen són de 5 motocicletes i 23 motocarros el 1964 i 16 motocarros el 1965.

## Història
Fundada al barri del Raval per José Lifante Hurtado (segons algunes fonts, el 1952), l'empresa traslladà aviat la seu i l'oficina de vendes al número 113 del carrer Sicília de Barcelona, mentre que la fàbrica i centre de distribució fou instal·lat a l'Hospitalet de Llobregat, al número 6 del carrer Abundància.
A causa de la seva discapacitat, que el feia anar en cadira de rodes, José Lifante dedicà els seus esforços a construir vehicles que facilitessin la mobilitat a persones discapacitades (inicialment, per a coneguts seus), en una època en què no existia cap empresa a tot l'estat que fabriqués aquesta mena de producte. Entre els primers vehicles que va desenvolupar destaquen un motocarro amb motor de dos temps i un velocípede de mà de tres rodes (que anomenà velocimano).

### Lifante vehículos, SA
Al cap d'uns anys, Lifante va iniciar la fabricació de cadires de rodes i els seus complements, rebatejant la seva empresa com a "Lifante vehículos, SA". El 1992, atret per una sèrie d'avantatges oferts per la Generalitat de Catalunya i per l'Ajuntament del Prat de Llobregat, l'empresa es traslladés a aquesta població, concretament al carrer Gaiter del Llobregat, 131 (al polígon industrial Estruc). Actualment, l'empresa la dirigeix José Lifante fill, i el 20% del seu capital fou adquirit per l'empresa alemanya Meyra el 2005.